# Forte de Chaporá

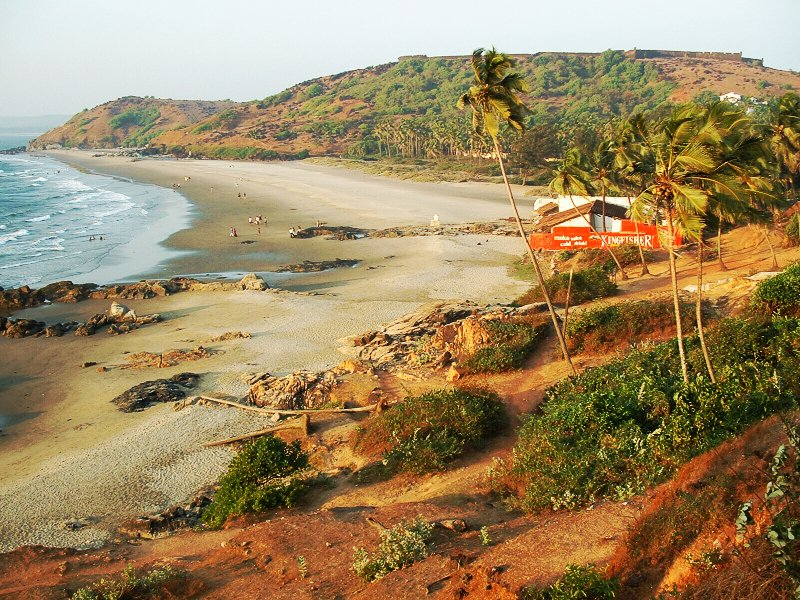
Praia de Vagator: vista panorâmica. Em último plano, o forte.

O Forte de Santo António de Chaporá, também referido como Forte de Chapurá, localiza-se no concelho de Bardez, distrito de Goa Norte, no estado de Goa, na costa oeste da Índia.
Erguido em posição dominante sobre um morro, tinha como função o controle da foz do rio Chaporá.

## História
Esta fortificação foi originalmente construída pelo Adil Shah de Bijapur, o que lhe deu o nome ("Shahpura" = cidade do Shah).
A atual estrutura, entretanto, é obra da engenharia militar portuguesa, datada de 1617. Tinha então a dupla finalidade de defesa da foz do rio e da população de Bardez contra os ataques dos Maratas, muçulmanos do norte.
Veio a cair em 1648, quando o seu capitão português se rendeu às forças Maratas sob o comando de Sambaji. Com o recuo Marata na região, os portugueses reocuparam e repararam o forte em 1717, abrindo túneis que ligavam o seu interior à praia.
Em 1739 voltou a cair frente aos Maratas, quando Bardez foi por estes ocupada. O marajá de Sawantwadi, governante de Pernem, ocupou-o até que retornou às mãos dos portugueses em 1741.
Permaneceu em domínio português até 1895 quando, diante da perda de sua importância estratégica frente à adição das chamadas "Novas Conquistas" e consequente deslocação das fronteiras do domínio português para o norte, foi desocupado.
Os seus vestígios encontram-se protegidos pelo governo de Goa, Damão e Diu desde 1983. Atualmente encontra-se em razoáveis condições de conservação, sendo bastante procurado pelos turistas.

## Características
Apresenta planta poligonal, com baluartes octogonais nos vértices, à semelhança da Fortaleza da Aguada e do Forte do Cabo da Rama, na região.
É acedido por um pequeno caminho ascendente que conduz ao seu portão, no lado leste.
Em seu interior erguia-se uma capela sob a invocação de Santo António, hoje desaparecida. Das edificações de serviço restam apenas vestígios. Ainda em seu interior encontram-se alguns túmulos muçulmanos que se acredita serem pré-portugueses.